# 甲南チケット
株式会社甲南チケット（こうなんチケット）は、日本の金券ショップである。

## 概要
1989年、神戸市東灘区岡本にて個人営業として創業。1992年に有限会社甲南チケットとして設立。主に神戸市・大阪市を中心とした阪神間で金券ショップ事業を展開し、2002年に現在の株式会社に移行。
2003年に東京都神田に2店舗を開設し、関東圏へ進出を果たす。2007年に株式会社オートリによりM&Aが行われ、登記上の本店を大阪市に移転。2015年に第3種旅行業登録により、航空券の取り扱いも開始する。
2018年、株式会社オートリより保有株式を富岡開発株式会社へ譲渡。今日に至る。

## 事業所
- 大阪営業本部（実際の事業本社）:大阪市北区梅田1丁目2番2号 大阪駅前第2ビル15階
- 本社（登記上の本店）住所:松本市大字島内3443番地13
- 店舗:直営店舗31店舗（京阪神・東京）[2]がある。

## 取扱商品
- 各種商品券・プリペイドカード（図書券・図書カード・テレフォンカード・クオカードも含む）
- 切手・葉書・収入印紙
- 旅行券
- 新幹線・特急乗車券
- 一部店舗では外貨、宝くじ、スポーツ振興くじ（Jリーグ・海外サッカーを対象とするくじ）の発売・購入を利用できる